# Carmen Johannis
Carmen Georgeta Johannis (román helyesírással Iohannis) (született: Carmen Georgeta Lăzurcă, Szászrégen, 1960. november 2. –) román tanárnő, aki 2014 és 2025 között Románia first lady-je volt Klaus Johannis korábbi román elnök feleségeként.

## Élete
Carmen egy romániai görögkatolikus család leszármazottja, amely a Maros megyei Szászrégen melletti Mezőszentandrás faluból származik. A romániai görögkatolikus egyház kommunista hatóságok általi betiltása idején titkos istentiszteleteken vett részt, amelyeket Pompei Onofrei főesperes tartott a saját otthonában, a Șelarilor utcában – ezeken az alkalmakon Klaus Johannis is részt vett.
Klaus Johannissal akkor ismerkedtek meg, amikor mindketten a kolozsvári Babeș–Bolyai Tudományegyetemen tanultak. Közvetlenül a diplomaszerzés után tanárként helyezték ki őket Szentágotára, illetve Nagyszebenbe. Carmen volt az oka annak, hogy Johannis úgy döntött, Romániában marad, amikor családja a kilencvenes évek elején Németországba emigrált. Etnikai hovatartozását tekintve román, míg férje erdélyi szász származású német. 1989-ben kötöttek házasságot.
Angoltanár a nagyszebeni Gheorghe Lazăr Nemzeti Kollégiumban. 
A perfecte.ro által készített rangsorban Carmen Johannist a világ legstílusosabb vezetőfeleségei közé sorolták, olyan nevekkel együtt, mint Letícia spanyol királyné, Katalin walesi hercegné és Ránija jordán királyné.

## Kitüntetések

### Külföldi kitüntetések
- : Olasz Köztársaság Érdemrendjének Nagykeresztje (2018. október 5.)

## Fordítás
Ez a szócikk részben vagy egészben  a   Carmen Iohannis című angol Wikipédia-szócikk ezen változatának fordításán alapul.  Az eredeti cikk szerkesztőit annak laptörténete sorolja fel. Ez a jelzés csupán a megfogalmazás eredetét és a szerzői jogokat jelzi, nem szolgál a cikkben szereplő információk forrásmegjelöléseként.